# Kabelska televizija
Kabelska televizija ali CATV (Cable TV, izvirno Community Antenna Television) je sistem, ki omogoča uporabniku televizijski prenos preko radijskih frekvenčnih signalov, ki jih sprejemajo televizijski sprejemniki skozi optična vlakna ali kable.
Gre za alternativo tradicionalne metode prenašanja signalov po zraku, pri katerem je potrebna televizijska antena za lovljenje signalov.
Kabelska televizija omogoča tudi prenos FM radijskega programa, dostop do interneta, telefon in podobne ne-televizijske storitve.